# Daraa (pokrajina)
Pokrajina Dara`a (ar. مُحافظة درعا / ALA-LC: Muḥāfaẓat Dar‘ā ) je jedna od 14 sirijskih pokrajina. Nalazi se na jugozapadu zemlje, a površina joj je 3.730 km². Na jugu graniči s državom Jordan, na zapadu s Izraelom i pokrajinom Quneitra, na sjeveru s pokrajinom Rif Dimashq, a na istoku s pokrajinom As-Suwayda. Pokrajina je 2010. godine imala 998.000 stanovnika. Glavni grad je Daraa.

## Okruzi
Pokrajina je podijeljena u 3 okruga i 17 nahija (u zagradama je broj nahija u okrugu):
- Okrug Al-Sanamayn (3)
  - Nahija Al-Sanamayn
  - Nahija Al-Masmiyah
  - Nahija Ghabaghib
- Okrug Daraa (8)
  - Nahija Daraa
  - Nahija Bosra
  - Nahija Khirbet Ghazaleh
  - Nahija Al-Shajara
  - Nahija Da'el
  - Nahija Muzayrib
  - Nahija Al-Jiza
  - Nahija Al-Musayfirah
- Okrug Izra' (6)
  - Nahija Izra'
  - Nahija Jasim
  - Nahija Al-Hirak
  - Nahija Nawa
  - Nahija Al-Shaykh Maskin
  - Nahija Tasil

## Poveznice
- Druzi u Siriji

## Vanjske poveznice
- Službene stranice pokrajine (arapski)
- edaraa The First Complete website for daraa news and services